# Maracanaú
Maracanaú, amtlich Município de Maracanaú, ist eine Stadt im brasilianischen Bundesstaat Ceará mit etwa 209.000 Einwohnern.